# 斉藤リョーツ
斉藤 リョーツ（さいとう リョーツ、6月21日 - ）は、日本のラジオパーソナリティ、ナレーター。トゥインクル・コーポレーション所属。

## 来歴
東京都出身。
1987年から1991年までプロのウィンドサーファーとして活動した後、ラジオパーソナリティに転向。以来ラジオを中心に活動し、テレビにも出演。テレビ番組のナレーションやスポーツイベントの司会などにも携わっている。
上記の活動と並行して、NPO法人ファンズアスリートクラブの副会長、NPO法人チャレンジスポーツクラブの企画担当、および同社が運営する「鎌倉ジュニアウインドサーフィンクラブ」の校長・相談役も務めている。

## 所属事務所
1995年から東京俳優生活協同組合に所属した後、2008年にアクロス エンタテインメントへ移籍。アクロス エンタテインメントを退所してからは、トゥインクル・コーポレーションの「TWINKLE VOICE」部門に籍を置いている。

## 出演

### テレビ番組
- Let's! MAGICAL SKI → Let's! EXTREME SKI（フジテレビ、1990年 - 1992年） - ナレーター
- Y2club（テレビ東京、1996年 - 1997年） - MC
- おしゃべりなFriends（MXテレビ、2000年 - 2001年）
- みんなメッセージ（So-netチャンネル）
- RCドック（フジテレビ、2008年）
- ザ・ゾクフー24時（チバテレビ/テレビ埼玉、2008年）
- ケイバdeブレイク!（BSフジ、2008年）
- ザ・プライムショー（WOWOW） - ナレーター
- X-SPORTS（J sports ESPN → J SPORTS 3） - ナビゲーター
- 弾丸ボーイズ（釣りビジョン、2012年 - 2013年）
- X-MUSIC（J SPORTS 3） - ナビゲーター

### ラジオ番組
- SATURDAY KICK OFF!〜歌ってお出かけベスト30〜（TOKYO FM、1993年 - 2004年）
- FRIDAY GOES ON! 〜あっ、それいただきっ!〜（JFNC、2003年 - ）
- SUNSET JAM（JFNC、2006年 - 2007年）
- iiasつくば トーキングモール（茨城放送、2008年 - 2009年）
- POP'N SUNDAY（FM NACK5、2010年 - 2011年）
- エンタマン（TBSラジオ、2011年 - 2012年）
- LINDA!〜今夜はあなたをねらい撃ち〜（TBSラジオ、2012年 - 2013年） - 「エンタみーな」担当
- PUNCH de ドーヨゥ?〜遊びの王様〜（FM NACK5、2013年 - 2016年）
- びーさんぼーいず〜Be SUNDAY BOYS〜（FM NACK5、2016年 - 2022年）
- ボイスター★FESTIVAL（FM NACK5、不定期放送）
- Raise on Saturday〜じっとしてられない朝〜 （FM NACK5、2022年 -）
- 斉藤リョーツ「これい〜よ」（ラジオ日本、2019年）

### ラジオCM
- Gulliver
- MAZDA
- TOYOTA
- carview!
- 三菱東京UFJ銀行 カードローン

### ネット配信番組
- 農林漁業ロード（TBS RADIO podcasting 954）

### 店内放送
- LAWSONクルーリクエストショー（ローソンCSほっとステーション）
- LAWSONリクエストショー（ローソンCSほっとステーション）